# Pomicina
Pomicina (în ucraineană Помічна) este un oraș raional din raionul Dobrovelîcikivka, regiunea Kirovohrad, Ucraina. În afara localității principale, nu cuprinde și alte sate.

## Demografie
Componența lingvistică a orașului Pomicina
     Ucraineană (94,29%)
     Rusă (4,59%)
     Alte limbi (0,62%)
Conform recensământului din 2001, majoritatea populației orașului Pomicina era vorbitoare de ucraineană (94,29%), existând în minoritate și vorbitori de rusă (4,59%).